# Грицівська селищна територіальна громада
Грицівська селищна територіальна громада — територіальна громада в Україні, на території Шепетівського району Хмельницької області. Адміністративний центр — селище Гриців.
Площа громади — 194,29 км², населення — 7208 мешканців (2018).
Утворена 14 вересня 2016 року шляхом об'єднання Малошкарівської, Микулинської, Сасанівської сільських рад Полонського району та Грицівської селищної ради, Великошкарівської, Лотівської, Рожичнянської сільських рад Шепетівського району.

## Населені пункти
До складу громади входять 1 селище (Гриців) і 14 сіл: Велика Шкарівка, Корпилівка, Крачанівка, Курганівка, Лотівка, Мала Шкарівка, Микулин, Москвитянівка, Онишківці, Орлинці, Рожична, Саверці, Сасанівка та Устянівка.